# Ivándárda
Ivándárda es un pueblo ubicado en el distrito de Mohács, en el condado de Baranya, Hungría.

## Superficie
Posee una superficie de 7,670 kilómetros cuadrados.

## Demografía
Hasta 2019 la población era de 222 habitantes, con una densidad de población de 28,94 habitantes por kilómetro cuadrado.